# زبان‌های اکسیتانو-رومی
زبان‌های اکسیتانو-رومی یا ایبریایی شرقی شاخه‌ای از خانواده زبان‌های رومی هستند که شامل زبان‌های کاتالان / والنسیایی، اکسیتان و آراگونی می‌شوند که در مناطقی از جنوب فرانسه و شمال شرقی اسپانیا گفتگو می‌شوند.